# 盐城郡
盐城郡，中国南北朝时设置的郡。
南朝陈改射阳郡置，治所在盐城县（今江苏省盐城市）。属南兖州。辖境相当今江苏省盐城市。北周时属吴州。隋朝开皇初年废。 